# Campionats d'Oceania de ciclisme en pista
Els Campionats d'Oceania de ciclisme en pista són els campionats continentals oceànics de ciclisme en pista. Estan composts per diferents proves tant en categoria masculina com femenina.

## Palmarès masculí

### Quilòmetre contrarellotge
| Any      | Campió               | 2n                   | 3r                |
| 2003     | Ben Kersten          |                      |                   |
| 2004 (1) | Shane Kelly          | David Cresswell      | Justin Grace      |
| 2004 (2) | Ben Kersten          | Joel Leonard         | Steve Sansonetti  |
| 2005     | David Cresswell      | Hayden Godfrey       | Neil Campbell     |
| 2006     | Scott Sunderland     | Pete Murray          | Neil Campbell     |
| 2007     | Scott Sunderland     | Edward Dawkins       | Elijah May        |
| 2008     | Scott Sunderland     | Steven Sansonetti    | Edward Dawkins    |
| 2009     | Edward Dawkins       | Joel Leonard         | James Glasspool   |
| 2010     | Scott Sunderland     | James Glasspool      | Cameron Karwowski |
| 2011     | Simon Van Velthooven | James Glasspool      | William Bowman    |
| 2012     | Edward Dawkins       | Cameron Karwowski    | Matt Dodds        |
| 2013     | Simon Van Velthooven | Scott Sunderland     | Luke Davison      |
| 2014     | Matthew Archibald    | Alex Radzikiewicz    | Breadan Dean      |
| 2015     | Zac Williams         | Simon van Velthooven | Jeremy Presbury   |
| 2016     | Zac Williams         | Bradley Knipe        | Jordan Castle     |
| 2017     | Zac Williams         | Bradley Knipe        | Nick Kergozou     |

### Keirin
| Any      | Campió               | 2n                   | 3r                   |
| 2003     | Mark French          | Ben Kersten          | Daryl Keirl          |
| 2004 (1) | Shane Kelly          | Ryan Bayley          | Anthony Peden        |
| 2004 (2) | Ben Kersten          | Ryan Bayley          | Hervé Gané           |
| 2005     | Ryan Bayley          | John Rastrick        | Hervé Gané           |
| 2006     | Mark French          | Josiah Ng            | Joel Leonard         |
| 2007     | Shane Kelly          | Ryan Bayley          | Shane Perkins        |
| 2008     | Shane Perkins        | Jason Niblett        | Joel Leonard         |
| 2009     | Joel Leonard         | Sam Webster          | Simon Van Velthooven |
| 2010     | Jason Niblett        | Simon Van Velthooven | Mitchell Bullen      |
| 2011     | Simon Van Velthooven | Scott Sunderland     | Peter Lewis          |
| 2012     | Matthew Glaetzer     | Andrew Taylor        | Jaron Gardiner       |
| 2013     | Matthew Glaetzer     | Edward Dawkins       | Matthew Archibald    |
| 2014     | Jacob Schmid         | Andrew Taylor        | Mitchell Bullen      |
| 2015     | Matthew Glaetzer     | Simon van Velthooven | Mitchell Bullen      |
| 2016     | Edward Dawkins       | Jordan Castle        | Sam Webster          |
| 2017     | Jordan Castle        | Jacob Schmid         | Edward Dawkins       |

### Velocitat individual
| Any      | Campió           | 2n               | 3r                |
| 2003     | Ryan Bayley      | Mark French      | Ben Kersten       |
| 2004 (1) | Ryan Bayley      | Shane Kelly      | Anthony Peden     |
| 2004 (2) | Sean Eadie       | Ben Kersten      | Hervé Gané        |
| 2005     | Ryan Bayley      | Nathan Seddon    | Hervé Gané        |
| 2006     | Mark French      | Jason Niblett    | Shane Perkins     |
| 2007     | Ryan Bayley      | Shane Perkins    | Daniel Ellis      |
| 2008     | Daniel Ellis     | Shane Perkins    | Scott Sunderland  |
| 2009     | Daniel Ellis     | Sam Webster      | Matthew Archibald |
| 2010     | Peter Lewis      | Andrew Taylor    | Edward Dawkins    |
| 2011     | Sam Webster      | Scott Sunderland | Mitchell Bullen   |
| 2012     | Matthew Glaetzer | Peter Lewis      | Sam Webster       |
| 2013     | Matthew Glaetzer | Edward Dawkins   | Matthew Archibald |
| 2014     | Matthew Glaetzer | Edward Dawkins   | Shane Perkins     |
| 2015     | Matthew Glaetzer | Edward Dawkins   | Patrick Constable |
| 2016     | Sam Webster      | Edward Dawkins   | Matthew Glaetzer  |
| 2017     | Sam Webster      | Ethan Mitchell   | Matthew Glaetzer  |

### Velocitat per equips
| Any      | Campió                                                                   | 2n                                                                           | 3r                                                                      |
| 2003     | Austràlia 1                                                              | Austràlia 2                                                                  | Austràlia 3                                                             |
| 2004 (1) | Austràlia · Ryan Bayley · Paul Bayly · Shane Kelly                       | Nova Zelanda 1 · Nathan Seddon · Daniel Beatson · Gordon Westoby             | Nova Zelanda 2 · Richard Bowker · Justin Grace · Andrew Williams        |
| 2004 (2) | Austràlia 1 · Shane Kelly · Ben Kersten · Jason Niblett                  | Nova Zelanda · Daniel Beatson · David Creswell · Nathan Seddon               | Austràlia 2 · Paul Bayly · Damien Keirl · Kial Stewart                  |
| 2005     | Nova Zelanda 1 · Adam Stewart · John Rastrick · Matt Fox                 | Nova Zelanda 2 · Andrew Williams · Ricky Hair · Ben Simpson                  |                                                                         |
| 2006     | Austràlia · Shane Perkins · Scott Sunderland · Joel Leonard              | Austràlia · Mark French · Daniel Ellis · Jason Niblett                       | Nova Zelanda · Adam Stewart · Nathan Seddon · Neil Campbell             |
| 2007     | Austràlia 1 · Daniel Ellis · Shane Perkins · Ryan Bayley                 | Nova Zelanda · Adam Stewart · Matthew Fox · Elijah May                       | Austràlia 2 · Mark French · Scott Sunderland · Ben Kersten              |
| 2008     | Austràlia 1 · Daniel Ellis · Shane Perkins · Scott Sunderland            | Nova Zelanda · Edward Dawkins · Matthew Fox · Simon Van Velthooven           | Austràlia 2 · Alex Bird · Gary Ryan · Damian Wiseman                    |
| 2009     | Nova Zelanda 1 · Edward Dawkins · Andrew Williams · Simon Van Velthooven | Austràlia · Daniel Ellis · James Glasspool · Joel Leonard                    | Nova Zelanda 2 · Ethan Mitchell · Adam Stewart · Sam Webster            |
| 2010     | Austràlia 1 · Daniel Ellis · Jason Niblett · Scott Sunderland            | Nova Zelanda · Edward Dawkins · Ethan Mitchell · Sam Webster                 | Austràlia 2 · Alex Bird · Matthew Glaetzer · Peter Lewis                |
| 2011     | Nova Zelanda · Ethan Mitchell · Simon Van Velthooven · Sam Webster       | Austràlia 1 · Daniel Ellis · Peter Lewis · Jason Niblett                     | Austràlia 2 · Alex Bird · James Glasspool · Andrew Taylor               |
| 2012     | Austràlia 1 · Alex Bird · Matthew Glaetzer · Peter Lewis                 | Nova Zelanda · Matthew Archibald · Edward Dawkins · Ethan Mitchell           | Austràlia 2 · Mitchell Bullen · James Glasspool · Nathan Hart           |
| 2013     | Nova Zelanda · Matthew Archibald · Edward Dawkins · Sam Webster          | Austràlia 1 · Daniel Ellis · Matthew Glaetzer · Shane Perkins                | Austràlia 2 · Mitchell Bullen · Nathan Hart · Andrew Taylor             |
| 2014     | Nova Zelanda · Matthew Archibald · Edward Dawkins · Sam Webster          | Austràlia 1 · Daniel Ellis · Matthew Glaetzer · Shane Perkins · Jacob Schmid | Austràlia 2 · Jai Angsuthasawit · Patrick Constable · Alex Radzikiewicz |
| 2015     | Nova Zelanda · Ethan Mitchell · Edward Dawkins · Sam Webster             | Austràlia 1 · Patrick Constable · Matthew Glaetzer · Jacob Schmid            | Austràlia 2 · Braeden Dean · Tom Clarke · Jai Angsuthasawit             |
| 2016     | Nova Zelanda · Ethan Mitchell · Edward Dawkins · Sam Webster             | Austràlia 2 · Braeden Dean · Tom Clarke · Conor Rowley                       | Austràlia 2 · John Cochrane · David Koroknai · Harrison Lodge           |
| 2017     | Nova Zelanda 1 · Ethan Mitchell · Edward Dawkins · Sam Webster           | Austràlia · Patrick Constable · Nathan Hart · Jacob Schmid                   | Nova Zelanda 2 · Zac Williams · Bradley Knipe · Jordan Castle           |

### Persecució individual
| Any      | Campió           | 2n                | 3r                    |
| 2003     | Mark Jamieson    | Robert Wilson     | Marc Ryan             |
| 2004 (1) | Mark Jamieson    | Jason Allen       | Scott Allen           |
| 2004 (2) | Matthew Haydock  | Steven Sansonetti | Cameron Wise          |
| 2005     | Jason Allen      | Marc Ryan         | Tim Gudsell           |
| 2006     | Phillip Thuaux   | Mark Jamieson     | Hayden Josefski       |
| 2007     | Phillip Thuaux   | Mark Jamieson     | Marc Ryan             |
| 2008     | Jack Bobridge    | Mark Jamieson     | Rohan Dennis          |
| 2009     | Jesse Sergent    | Peter Latham      | Sam Bewley            |
| 2010     | Michael Hepburn  | Jack Bobridge     | Mitchell Lovelock-Fay |
| 2011     | Jesse Sergent    | Peter Latham      | Sam Bewley            |
| 2012     | Alexander Morgan | Caleb Ewan        | Mitchell Mulhern      |
| 2013     | Marc Ryan        | Miles Scotson     | Tirian McManus        |
| 2014     | Daniel Fitter    | Miles Scotson     | Wesley Gough          |
| 2015     | Hayden Roulston  | Rohan Wight       | Alexander Morgan      |
| 2016     | Dylan Kennett    | Nick Kergozou     | Kelland O'Brien       |
| 2017     | Jordan Kerby     | Jared Gray        | Conor Leahy           |

### Persecució per equips
| Any      | Campió                                                                             | 2n | 3r                                                                                          |
| 2003     | Austràlia · Robert Wilson · Bradley Norton · Christopher Carr · Richard England    | Nova Zelanda · Peter Latham · Tim Gudsell · Jason Allen · Marc Ryan                                    | Austràlia · Steve Fitzpatrick · Peter Fitzpatrick · Christopher Sutton · Rodney McGee       |
| 2004 (1) | Nova Zelanda · Richard Bowker · Anthony Chapman · Jason Allen · Dayle Cheatley     | Austràlia · Mark Jamieson · Richard England · Paul Bayly · Dean Windsor                                |                                                                                             |
| 2004 (2) | Nova Zelanda · Dayle Cheatley · Joshua England · Matthew Haydock · Michael Northey | Austràlia · Steve Martin · Stephen Rossendell · Stev Sansonetti · Cameron Wise                         |                                                                                             |
| 2005     | Nova Zelanda · Tim Gudsell · Marc Ryan · Jason Allen · Peter Latham                | |                                                                                             |
| 2006     | Austràlia · Phillip Thuaux · Zac Dempster · Hayden Josefski · Stephen Rossendell   | Nova Zelanda · Neil Campbell · Damian Wiseman · Tim Bennett · Ian Densie                               |                                                                                             |
| 2007     | Austràlia · Mark Jamieson · Cameron Meyer · Travis Meyer · Phillip Thuaux          | Nova Zelanda · Tim Gudsell · Sam Bewley · Westley Gough · Jesse Sergent                                | Nova Zelanda · Shane Archbold · Marc Ryan · Jason Allen · Darren Shea                       |
| 2008     | Austràlia · Mark Jamieson · Jack Bobridge · Rohan Dennis · Zakkari Dempster        | |                                                                                             |
| 2009     | Nova Zelanda 1 · Sam Bewley · Wesley Gough · Peter Latham · Marc Ryan              | Nova Zelanda 2 · Jason Christie · Aaron Gate · Thomas Scully · Myron Simpson                           |                                                                                             |
| 2010     | Austràlia 1 · Jack Bobridge · Michael Hepburn · Leigh Howard · Cameron Meyer       | Nova Zelanda · Aaron Gate · Jason Allen · Cameron Karwowski · Myron Simpson                            | Austràlia 2 · Edward Bissaker · Jordan Kerby · Mitchell Lovelock-Fay · Mitchell Mulhern     |
| 2011     | Nova Zelanda 1 · Sam Bewley · Aaron Gate · Marc Ryan · Jesse Sergent               | Austràlia · Edward Bissaker · Jackson Law · Scott Law · Peter Loft                                     | Nova Zelanda 2 · Wesley Gough · Cameron Karwowski · Peter Latham · Myron Simpson            |
| 2012     | Austràlia 1 · Luke Davison · Alexander Morgan · Mitchell Mulhern · Miles Scotson   | Nova Zelanda · Pieter Bulling · Scott Creighton · Cameron Karwowski · Dylan Kennett · Hayden McCormick | Austràlia 2 · Jack Cummings · Trent Derecourt · Jesse Kerrison · Tirian McManus             |
| 2013     | Nova Zelanda · Pieter Bulling · Aaron Gate · Dylan Kennett · Marc Ryan             | Austràlia · Joshua Harrison · Tirian McManus · Miles Scotson · Scott Sunderland                        |                                                                                             |
| 2014     | Austràlia 1 · Daniel Fitter · Tirian McManus · Callum Scotson · Sam Welsford       | Nova Zelanda · Pieter Bulling · Aaron Gate · Wesley Gough · Marc Ryan                                  | Austràlia 2 · Benjamin Harvey · Jackson Law · Scott Law · Nicholas Yallouris                |
| 2015     | Nova Zelanda · Hayden Roulston · Aaron Gate · Luke Mudgway · Nick Kergozou         | Austràlia · Rohan Wight · Alexander Morgan · Alexander Porter · James Robinson                         |                                                                                             |
| 2016     | Austràlia · Kelland O'Brien · Callum Scotson · Alexander Porter · Sam Welsford     | Nova Zelanda · Jared Gray · Hugo Jones · Thomas Sexton · Nick Kergozou                                 | Austràlia · Joshua Harrison · Alexander Morgan · Cameron Scott · Nicholas Yallouris         |
| 2017     | Austràlia · Leigh Howard · Jordan Kerby · Nicholas Yallouris · Kelland O'Brien     | Nova Zelanda · Campbell Stewart · Hugo Jones · Nick Kergozou · Harry Waine · Jared Gray                | Austràlia · Jarrad Drizners · Joshua Harrison · Braden O'Shea · Conor Leahy · Thomas Bolton |

### Cursa per punts
| Any      | Campió            | 2n               | 3r                 |
| 2003     | Darren Young      | Brad Norton      | Chris Sutton       |
| 2004 (1) | Richard Bowker    | Anthony Chapman  | Dayle Cheatley     |
| 2004 (2) | Ashley Hutchinson | Darren Young     | Stephen Rossendell |
| 2005     | Tim Gudsell       | Marc Ryan        | Zac Dempster       |
| 2006     | Greg Henderson    | Zac Dempster     | Hayden Josefski    |
| 2007     | Cameron Meyer     | Greg Henderson   | Anthony Chapman    |
| 2008     | Cameron Meyer     | James Langedyk   | Sean Finning       |
| 2009     | Sam Bewley        | Marc Ryan        | Thomas Scully      |
| 2010     | Jordan Kerby      | Brent Nelson     | Aaron Donnelly     |
| 2011     | Thomas Scully     | Aaron Gate       | Sam Bewley         |
| 2012     | Hayden McCormick  | Jack Cummings    | Mitchell Mulhern   |
| 2013     | Thomas Scully     | Miles Scotson    | Pieter Bulling     |
| 2014     | Aaron Gate        | Tirian McManus   | Daniel Fitter      |
| 2015     | Aaron Gate        | Hayden Roulston  | Luke Mudgway       |
| 2016     | Sam Welsford      | Aaron Gate       | Joshua Harrison    |
| 2017     | Joshua Harrison   | Campbell Stewart | Kelland O'Brien    |

### Scratch
| Any      | Campió            | 2n                | 3r                 |
| 2003     | Wade Cosgrove     | Grant Irwin       | Darren Young       |
| 2004 (1) | Richard Bowker    | Dayle Cheatley    | Mark Jamieson      |
| 2004 (2) | Ashley Hutchinson | Dayle Cheatley    | Darren Young       |
| 2005     | Tim Gudsell       | Peter Latham      | Richard Bowker     |
| 2006     | Greg Henderson    | Zac Dempster      | Hayden Josefski    |
| 2007     | Glenn O'Shea      | Greg Henderson    | Cameron Meyer      |
| 2008     | Jason Christie    | Douglas Repacholi | Christopher Sutton |
| 2009     | Scott Law         | Alex Carver       | Shem Rodger        |
| 2010     | Leigh Howard      | Aaron Donnelly    | Damien Howson      |
| 2011     | Myron Simpson     | Thomas Scully     | Wesley Gough       |
| 2012     | Dylan Kennett     | Pieter Bulling    | Caleb Ewan         |
| 2013     | Dylan Kennett     | Shane Archbold    | Thomas Scully      |
| 2014     | Scott Law         | Alexander Porter  | Nicholas Yallouris |
| 2015     | Luke Mudgway      | Sam Welsford      | Jaskson Law        |
| 2016     | Alexander Porter  | Tirian McManus    | Joshua Harrison    |
| 2017     | Joshua Harrison   | Jordan Kerby      | Cameron Scott      |

### Madison
| Any      | Campió                                             | 2n                                               | 3r                                               |
| 2004 (1) | Austràlia · Richard England · Mark Jamieson        | Nova Zelanda 1 · Logan Hutchings · Craig Thomson | Nova Zelanda 2 · Dayle Cheatley · Adam Curry     |
| 2007     | Nova Zelanda 1 · Hayden Roulston · Greg Henderson  | Austràlia · Travis Meyer · Cameron Meyer         | Nova Zelanda 2 · Westley Gough · Tim Gudsell     |
| 2009     | Nova Zelanda 1 · Thomas Scully · Jesse Sergent     | Austràlia · Alex Carver · Scott Law              | Nova Zelanda 2 · Aaron Gate · Myron Simpson      |
| 2010     | Austràlia 1 · Leigh Howard · Cameron Meyer         | Nova Zelanda · Aaron Gate · Myron Simpson        | Austràlia 2 · Mitch Bensen · Alexander Edmondson |
| 2011     | Nova Zelanda · Jason Allen · Thomas Scully         | Austràlia 1 · Edward Bissaker · Scott Law        | Austràlia 2 · Jackson Law · Peter Loft           |
| 2012     | Austràlia 1 · Luke Davison · Alexander Edmondson   | Austràlia 2 · Jack Edwards · Joshua Harrison     | Austràlia 3 · Miles Scotson · George Tansley     |
| 2013     | Austràlia · Joshua Harrison · Miles Scotson        | Nova Zelanda 1 · Shane Archbold · Pieter Bulling | Nova Zelanda 2 · Aaron Gate · Marc Ryan          |
| 2014     | Austràlia 1 · Scott Law · Sam Welsford             | Austràlia 2 · Jackson Law · Nicholas Yallouris   | Austràlia 3 · Alex Rendell · James Robinson      |
| 2015     | Nova Zelanda 1 · Cameron Karwowski · Nick Kergozou | Austràlia 1 · Sam Welsford · Jaskson Law         | Nova Zelanda 2 · Thomas Sexton · Luke Mudgway    |
| 2016     | Austràlia 1 · Kelland O'Brien · Callum Scotson     | Austràlia 2 · Cameron Scott · Nicholas Yallouris | Nova Zelanda 1 · Regan Gough · Thomas Sexton     |
| 2017     | Nova Zelanda · Campbell Stewart · Tom Sexton       | Austràlia · Kelland O'Brien · Rohan Wight        | Austràlia · Cooper Sayers · Joshua Harrison      |

### Òmnium
| Any  | Campió          | 2n             | 3r                |
| 2010 | Shane Archbold  | Myron Simpson  | Aaron Gate        |
| 2011 | Shane Archbold  | Wesley Gough   | Jason Allen       |
| 2012 | Luke Davison    | Pieter Bulling | Cameron Karwowski |
| 2013 | Luke Davison    | Aaron Gate     | Dylan Kennett     |
| 2014 | Scott Law       | Jackson Law    | Aaron Gate        |
| 2015 | Sam Welsford    | Aaron Gate     | Nick Kergozou     |
| 2016 | Aaron Gate      | Regan Gough    | Sam Welsford      |
| 2017 | Joshua Harrison | Leigh Howard   | Benjamin Harvey   |

## Palmarès femení

### 500 m. contrarellotge
| Any      | Campió            | 2n                 | 3r                 |
| 2003     | Anna Meares       | Kerrie Meares      | Elizabeth Williams |
| 2004 (1) | Kerrie Meares     | Katrie Laike       | Alex Bright        |
| 2004 (2) | Kerrie Meares     | Elizabeth Williams | Katrie Laike       |
| 2005     | Anna Meares       | Kerrie Meares      | Elizabeth Williams |
| 2006     | Kristine Bayley   | Kerrie Meares      | Kaarle McCulloch   |
| 2007     | Kaarle McCulloch  | Jocelyn Rastrick   | Natasha Hansen     |
| 2008     | Kaarle McCulloch  | Kerrie Meares      | Emily Rosemond     |
| 2009     | Annette Edmondson | Emily Rosemond     | Stephanie Morton   |
| 2010     | Kaarle McCulloch  | Stephanie Morton   | Cassandra Kell     |
| 2011     | Natasha Hansen    | Rikki Belder       | Katie Schofield    |
| 2012     | Kaarle McCulloch  | Katie Schofield    | Stephanie Mckenzie |
| 2013     | Anna Meares       | Katie Schofield    | Catherine Culvenor |
| 2014     | Katie Schofield   | Stephanie Mckenzie | Rikki Belder       |
| 2015     | Kaarle McCulloch  | Natasha Hansen     | Katie Schofield    |
| 2016     | Kaarle McCulloch  | Emma Cumming       | Breanna Hargrave   |
| 2017     | Kaarle McCulloch  | Olivia Podmore     | Breanna Hargrave   |

### Keirin
| Any      | Campió           | 2n                   | 3r                 |
| 2003     | Anna Meares      | Rochelle Gilmore     | Kerrie Meares      |
| 2004 (1) | Kerrie Meares    | Rosealee Hubbard     | Katrie Laike       |
| 2004 (2) | Kerrie Meares    | Katrie Laike         | Belinda Goss       |
| 2005     | Kerrie Meares    | Fiona Carswell       | Elizabeth Williams |
| 2006     | Kerrie Meares    | Chloe Macpherson     | Kristine Bayley    |
| 2007     | Kaarle McCulloch | Elizabeth Georgouras | Annette Edmondson  |
| 2008     | Natasha Hansen   | Kaarle McCulloch     | Emily Rosemond     |
| 2009     | Emily Rosemond   | Stephanie Morton     | Annette Edmondson  |
| 2010     | Anna Meares      | Emily Rosemond       | Natasha Hansen     |
| 2011     | Natasha Hansen   | Stephanie Morton     | Cassandra Kell     |
| 2012     | Stephanie Morton | Kaarle McCulloch     | Stephanie Mckenzie |
| 2013     | Anna Meares      | Taylah Jennings      | Stephanie Morton   |
| 2014     | Stephanie Morton | Anna Meares          | Rikki Belder       |
| 2015     | Stephanie Morton | Natasha Hansen       | Anna Meares        |
| 2016     | Holly Takos      | Stephanie Morton     | Emma Cumming       |
| 2017     | Stephanie Morton | Natasha Hansen       | Kaarle McCulloch   |

### Velocitat individual
| Any      | Campió           | 2n                 | 3r                  |
| 2003     | Kerrie Meares    | Rosealee Hubbard   | Anna Meares         |
| 2004 (1) | Anna Meares      | Rosealee Hubbard   | Katrie Laike        |
| 2004 (2) | Kerrie Meares    | Katrie Laike       | Elizabeth Williams  |
| 2005     | Anna Meares      | Elizabeth Williams | Kerrie Meares (AUS) |
| 2006     | Kerrie Meares    | Kristine Bayley    | Kaarle McCulloch    |
| 2007     | Anna Meares      | Kerrie Meares      | Kaarle McCulloch    |
| 2008     | Kerrie Meares    | Kaarle McCulloch   | Natasha Hansen      |
| 2009     | Emily Rosemond   | Stephanie Morton   | Annette Edmondson   |
| 2010     | Anna Meares      | Kaarle McCulloch   | Emily Rosemond      |
| 2011     | Stephanie Morton | Natasha Hansen     | Cassandra Kell      |
| 2012     | Kaarle McCulloch | Stephanie Morton   | Stephanie Mckenzie  |
| 2013     | Anna Meares      | Stephanie Morton   | Kaarle McCulloch    |
| 2014     | Stephanie Morton | Anna Meares        | Kaarle McCulloch    |
| 2015     | Kaarle McCulloch | Stephanie Morton   | Natasha Hansen      |
| 2016     | Kaarle McCulloch | Courtney Field     | Stephanie Morton    |
| 2017     | Stephanie Morton | Kaarle McCulloch   | Natasha Hansen      |

### Velocitat per equips
| Any  | Campió                                                       | 2n                                                                 | 3r                                                              |
| 2003 | Austràlia 1 · Kerrie Meares · Anna Meares · Alexandra Bright | Austràlia 2 · Rebecca Ellis · Elizabeth Georgouras · Rebecca Borgo | Austràlia 3 · Leeanne Manderson · Kerry Cohen · Kristine Bayley |
| 2007 | Austràlia · Kaarle McCulloch · Kerrie Meares                 | Nova Zelanda · Natasha Hansen · Jocelyn Rastrick                   |                                                                 |
| 2008 | Austràlia 1 · Kaarle McCulloch · Kerrie Meares               | Nova Zelanda · Natasha Hansen · Jocelyn Rastrick                   | Austràlia 2 · Annette Edmondson · Emily Rosemond                |
| 2009 | Austràlia 1 · Annette Edmondson · Emily Rosemond             | Nova Zelanda · Stephanie Mckenzie · Henrietta Mitchell             | Austràlia 2 · Madison Law · Stephanie Morton                    |
| 2010 | Austràlia 1 · Kaarle McCulloch · Emily Rosemond              | Nova Zelanda · Natasha Hansen · Henrietta Mitchell                 | Austràlia 2 · Stephanie Mckenzie · Stephanie Morton             |
| 2011 | Nova Zelanda · Natasha Hansen · Katie Schofield              | Austràlia 1 · Rikki Belder · Tennille Falappi                      | Austràlia 2 · Cassandra Kell · Madison Law                      |
| 2012 | Nova Zelanda · Natasha Hansen · Katie Schofield              | Austràlia 1 · Rikki Belder · Stephanie Morton                      | Austràlia 2 · Stefanie Fernandez-Preiska · Cassandra Kell       |
| 2013 | Austràlia 1 · Kaarle McCulloch · Stephanie Morton            | Nova Zelanda · Stephanie Mckenzie · Katie Schofield                | Austràlia 2 · Catherine Culvenor · Taylah Jennings              |
| 2014 | Austràlia 1 · Kaarle McCulloch · Stephanie Morton            | Nova Zelanda · Stephanie Mckenzie · Katie Schofield                | Austràlia 2 · Catherine Culvenor · Caitlin Ward                 |
| 2015 | Austràlia 1 · Kaarle McCulloch · Anna Meares                 | Nova Zelanda · Natasha Hansen · Katie Schofield                    | Austràlia 2 · Catherine Culvenor · Stefanie Fernandez-Preiksa   |
| 2016 | Austràlia · Rikki Belder · Courtney Field                    | Nova Zelanda 1 · Emma Cumming · Racquel Sheath                     | Nova Zelanda 2 · Jaymie King · Tess Young                       |
| 2017 | Austràlia · Kaarle McCulloch · Stephanie Morton              | Nova Zelanda · Emma Cumming · Olivia Podmore                       | Austràlia · Holly Takos · Caitlin Ward                          |

### Persecució individual
| Any      | Campió            | 2n                | 3r                |
| 2003     | Katie Mactier     | Amy Safe          | Louise Yaxley     |
| 2004 (1) | Dale Tye          | Annaliisa Farrell | Brei Gudsell      |
| 2004 (2) | Katie Mactier     | Dale Tye          | Liz Young         |
| 2005     | Paddy Walker      | Alison Shanks     | Melissa Holt      |
| 2006     | Katie Mactier     | Alison Shanks     | Amanda Spratt     |
| 2007     | Alison Shanks     | Dale Tye          | Josie Giddens     |
| 2008     | Josephine Tomic   | Tess Downing      | Sarah Kent        |
| 2009     | Alison Shanks     | Lauren Ellis      | Rushlee Buchanan  |
| 2010     | Jaime Nielsen     | Kaytee Boyd       | Rebecca Werner    |
| 2011     | Alison Shanks     | Jaime Nielsen     | Lauren Ellis      |
| 2012     | Ashlee Ankudinoff | Rebecca Wiasak    | Georgia Williams  |
| 2013     | Lauren Ellis      | Jaime Nielsen     | Georgia Williams  |
| 2014     | Annette Edmondson | Rebecca Wiasak    | Jaime Nielsen     |
| 2015     | Georgia Baker     | Macey Stewart     | Hannah Van Kampen |
| 2016     | Ashlee Ankudinoff | Jaime Nielsen     | Kirstie James     |
| 2017     | Kirstie James     | Bryony Botha      | Kristina Clonan   |

### Persecució per equips
| Any  | Campió                                                                                              | 2n                                                                                                  | 3r                                                                                               |
| 2008 | Austràlia · Ashlee Ankudinoff · Sarah Kent · Josephine Tomic                                        | Nova Zelanda 1 · Sequoia Cooper · Penny Day · Lauren Ellis                                          | Nova Zelanda 2 · Rushlee Buchanan · Josie Giddens · Emma Petersen                                |
| 2009 | Nova Zelanda 1 · Kaytee Boyd · Lauren Ellis · Rushlee Buchanan                                      | Nova Zelanda 2 · Kaytee Boyd · Gemma Dudley · Joanne Kiesanowski                                    |                                                                                                  |
| 2010 | Austràlia 1 · Katherine Bates · Sarah Kent · Josephine Tomic                                        | Nova Zelanda · Kaytee Boyd · Lauren Ellis · Jaime Nielsen                                           | Austràlia 2 · Georgia Baker · Jessica Mundy · Alison Rice                                        |
| 2011 | Nova Zelanda 1 · Lauren Ellis · Jaime Nielsen · Alison Shanks                                       | Austràlia · Ashlee Ankudinoff · Katherine Bates · Amy Cure                                          | Nova Zelanda 2 · Kaytee Boyd · Rushlee Buchanan · Gemma Dudley                                   |
| 2012 | Austràlia 1 · Ashlee Ankudinoff · Annette Edmondson · Isabella King                                 | Nova Zelanda · Sequoia Cooper · Gemma Dudley · Alysha Keith · Georgia Williams                      | Austràlia 2 · Lauren Perry · Kelsey Robson · Josie Talbot · Elissa Wundersitz                    |
| 2013 | Nova Zelanda 1 · Rushlee Buchanan · Lauren Ellis · Jaime Nielsen · Georgia Williams                 | Austràlia · Georgia Baker · Annette Edmondson · Kelsey Robson · Elissa Wundersitz                   | Nova Zelanda 2 · Sequoia Cooper · Laura Fairweather · Gabrielle Vermunt · Kylie Young            |
| 2014 | Nova Zelanda · Racquel Sheath · Lauren Ellis · Jaime Nielsen · Georgia Williams                     | Austràlia 1 · Ashlee Ankudinoff · Georgia Baker · Lauren Perry · Elissa Wundersitz · Rebecca Wiasak | Austràlia 2 · Emily McRedmond · Alexandria Nicholls · Allison Rice · Kimberley Wells             |
| 2015 | Nova Zelanda · Holly Edmondston · Kirstie James · Alysha Keith · Elizabeth Steel · Philippa Sutton  | Austràlia 1 · Macey Stewart · Georgia Baker · Lauren Perry · Elissa Wundersitz                      | Austràlia 2 · Emily Shearman · Libby Arbuckle · Holly Blakely · Ellesse Andrews · Nicole Shields |
| 2016 | Austràlia · Ashlee Ankudinoff · Amy Cure · Annette Edmondson · Alexandra Manly                      | Nova Zelanda · Bryony Botha · Kirstie James · Alysha Keith · Nina Wollaston                         |                                                                                                  |
| 2017 | Nova Zelanda · Bryony Botha · Rushlee Buchanan · Racquel Sheath · Michaela Drummond · Kirstie James | Austràlia 1 · Lauren Perry · Josie Talbot · Nicole McDonald · Macey Stewart · Kristina Clonen       | Austràlia 2 · Breanna Hargrave · Danielle McKinnirey · Chloe Moran · Maeve Plouffe               |

### Cursa per punts
| Any      | Campió             | 2n                 | 3r               |
| 2003     | Rochelle Gilmore   | Louise Yaxley      | Kerry Cohen      |
| 2004 (1) | Catherine Sell     | Jade Gilbertson    | Brei Gudsell     |
| 2004 (2) | Belinda Goss       |                    |                  |
| 2005     | Rochelle Gilmore   | Catherine Sell     | Marina Duvnyak   |
| 2007     | Skye-Lee Armstrong | Joanne Kiesanowski | Laura McCaughey  |
| 2008     | Ashlee Ankudinoff  | Tess Downing       | Belinda Goss     |
| 2009     | Joanne Kiesanowski | Gemma Dudley       | Kaytee Boyd      |
| 2010     | Megan Dunn         | Sarah Kent         | Melissa Hoskins  |
| 2011     | Rushlee Buchanan   | Lauren Ellis       | Gemma Dudley     |
| 2012     | Ashlee Ankudinoff  | Alysha Keith       | Georgia Williams |
| 2013     | Annette Edmondson  | Sophie Williamson  | Lauren Ellis     |
| 2014     | Lauren Ellis       | Allison Rice       | Georgia Williams |
| 2015     | Macey Stewart      | Georgia Baker      | Alysha Keith     |
| 2016     | Georgia Baker      | Amy Cure           | Racquel Sheath   |
| 2017     | Kirstie James      | Kristina Clonan    | Chloe Moran      |

### Scratch
| Any      | Campió               | 2n                 | 3r                 |
| 2003     | Rochelle Gilmore     | Belinda Goss       | Katrina Purcell    |
| 2004 (1) | Belinda Goss         | Joanne Kiesanowski | Jessica Berry      |
| 2004 (2) | Belinda Goss         | Jessica Berry      | Tess Downing       |
| 2005     | Catherine Sell       | Fiona Carswell     | Marina Duvnyak     |
| 2007     | Elizabeth Georgouras | Elizabeth Williams | Skye-Lee Armstrong |
| 2008     | Laura Mccaughey      | Malindi Maclean    | Belinda Goss       |
| 2009     | Joanne Kiesanowski   | Lauren Ellis       | Rosy Mccall        |
| 2010     | Katherine Bates      | Megan Dunn         | Annette Edmondson  |
| 2011     | Ashlee Ankudinoff    | Joanne Kiesanowski | Katherine Bates    |
| 2013     | Rushlee Buchanan     | Elissa Wundersitz  | Jaime Nielsen      |
| 2014     | Ashlee Ankudinoff    | Kimberley Wells    | Rebecca Wiasak     |
| 2015     | Lauren Perry         | Sophie Williamson  | Alysha Keith       |
| 2016     | Michaela Drummond    | Amy Cure           | Alysha Keith       |
| 2017     | Bryony Botha         | Breanna Hargrave   | Josie Talbot       |

### Òmnium
| Any  | Campió            | 2n                | 3r                |
| 2008 | Ashlee Ankudinoff | Laura Mccaughey   | Malindi Maclean   |
| 2010 | Melissa Hoskins   | Isabella King     | Sarah Kent        |
| 2011 | Ashlee Ankudinoff | Amy Cure          | Katherine Bates   |
| 2012 | Annette Edmondson | Isabella King     | Sequoia Cooper    |
| 2013 | Annette Edmondson | Jaime Nielsen     | Lauren Ellis      |
| 2014 | Annette Edmondson | Racquel Sheath    | Elissa Wundersitz |
| 2015 | Georgia Baker     | Sophie Williamson | Elissa Wundersitz |
| 2016 | Amy Cure          | Racquel Sheath    | Holly Edmondston  |
| 2017 | Racquel Sheath    | Rushlee Buchanan  | Michaela Drummond |